# László Károly (színművész)
Ifj. László Károly (Brassó, 1935. június 18.) erdélyi magyar színész.

## Családja
Id. László Károly és Mária római katolikus szülők fia. Felesége Péter Ildikó, egészségügyi asszisztens (1962). Gyermekeik Zsuzsa (1964) színész; Kata (1974) színész; Károly (1977) zenész.

## Életpálya
A Marosvásárhelyi Művészeti Egyetem színész szakán 1958-ban diplomázott, majd 2000-es nyugdíjazásáig a sepsiszentgyörgyi Tamási Áron Színház színésze volt. Előadásokat tartott az öregek házában; iskolákban játékos irodalmi órákat, emellett gyermek- és kabarédarabok rendezője volt. A Mesekaláka gyermekszínház és a Visky Árpád színjátszó csoport vezetője. Hosszú időn keresztül Sepsiszentgyörgyön a Mikulás megformálójaként működött.

## Fontosabb szerepei
- Rank doktor (Nóra)
- Ruy Blas (Ruy Blas)
- Csavargó (Rokonunk, a csavargó)
- Mercutio (Romeó és Júlia)
- Főügyész (Parancsra tettem)
- Próbakő (Ahogy tetszik)
- Bagarja (A helység kalapácsa)
- Jeromos (Tündöklő Jeromos)
- Duzzog (Csongor és Tünde)
- Dániel (Szegény Dániel)
- Kuligin (Három nővér)
- Vackor (Szentivánéji álom)
- Corbaggio (Volpone)
- Robinson (Padlás)
- Bohóc (Kasimir és Karoline)
- Polgármester (A nyitott ablak)

## Rendezései
- Andresen-Kováts: Tűzszerszám
- Marton Lili- Fordított világ
- Brausevici- Karmauhova: Mese a bíbor színű virágról
- Benedek Elek- Benedek András: Többsincs királyfi
- Andersen- Anghel Cârstea: A gyufaárus kislány
- Hauf: A hideg szív
- Korcsmáros- Tömöry: Csizmás kandúr; Bukfencóra; Mesekerék; Csodálatos furulya (táncdarab)

## Kötete
- Komédiás gyónás; ARTprinter, Sepsiszentgyörgy, 2013

## Díjai, elismerései
- Szentgyörgyi István-díj (Kolozsvár, 2003)
- Szentgyörgyi István-díj  (Budapest, 2005)
- Pro Urbe-díj (Sepsiszentgyörgy, 2005)
- Hűség-díj (Budapest)
- A Marosvásárhelyi Művészeti Egyetem arany diplomája
- Brassai Társaság elismerő oklevele (2008)
- Káplár László Jóember-díj (Pécs, 2009)

## Társadalmi szerepvállalás
- RMDSZ-tag